# Quercus yonganensis
Quercus yonganensis L.K.Ling & C.C.Huang – gatunek roślin z rodziny bukowatych (Fagaceae Dumort.). Występuje naturalnie w południowo-wschodnich Chinach – w prowincji Fujian. 

## Morfologia
PokrójZimozielone drzewo dorastające do 20 m wysokości.
LiścieBlaszka liściowa jest skórzasta i ma kształt od podługowatego do lancetowatego. Mierzy 13–18 cm długości oraz 4–6 cm szerokości, jest piłkowana na brzegu, ma ściętą nasadę i spiczasty wierzchołek. Ogonek liściowy jest nagi i ma 25–40 mm długości.
OwoceOrzechy o jajowato elipsoidalnym kształcie, dorastają do 12–18 mm długości i 14–18 mm średnicy. Osadzone są pojedynczo w lejkowatych miseczkach do 25% ich długości. Same miseczki mierzą 14–18 mm średnicy.

## Biologia i ekologia
Rośnie w lasach. Występuje na wysokości od 1000 do 1400 m n.p.m.